# Bristol Type 133
Bristol Type 133 là một mẫu thử máy bay tiêm kích của Anh trong thập niên 1930.

## Tính năng kỹ chiến thuật
Dữ liệu lấy từ Barnes 1970, tr. 248
Đặc điểm tổng quát
- Chiều dài: 28 ft 0 in (8,53 m)
- Sải cánh: 39 ft 0 in (11,89 m)
- Chiều cao: 9 ft 9 in (2,97 m)
- Diện tích cánh: 247 ft2 (22,95 m2)
- Trọng lượng rỗng: 3.332 lb (1.509 kg)
- Trọng lượng có tải: 4.738 lb (2.149 kg)
- Động cơ: 1 × Bristol Mercury VIS.2, 640 hp (477 kW)

Hiệu suất bay
- Vận tốc cực đại: 260 mph (418 km/h)

Vũ khí trang bị
- 4 × Súng máy Vickers 0.303 in (7,7 mm)